# Pașutînți, Krasîliv
Pașutînți (în ucraineană Пашутинці) este un sat în comuna Veselivka din raionul Krasîliv, regiunea Hmelnîțkîi, Ucraina.

## Demografie
Componența lingvistică a localității Pașutînți
     Ucraineană (98,62%)
     Alte limbi (1,38%)
Conform recensământului din 2001, majoritatea populației localității Pașutînți era vorbitoare de ucraineană (98,62%), existând în minoritate și vorbitori de alte limbi.